# 細川頼久
細川 頼久（ほそかわ よりひさ）は、室町時代中期の守護大名。和泉半国守護。官途名は兵部大輔、受領名は阿波守。細川和泉下守護家2代当主。

## 略歴
細川基之（細川満之の子）の子として誕生。『尊卑分脈』によれば、弟に教久（九郎、民部少輔）がいる。
父・基之没後の文安5年（1448年）10月から応仁3年（1469年）頃まで和泉半国守護を務めた。頼久は応仁3年には在国しており、子・持久が在京したという。文明4年（1472年）に没したと推測されている。